# Daniely Francisque
Daniely Francisque est une comédienne, dramaturge, metteuse en scène française née en Martinique. En 25 ans de carrière, elle s'est révélée dans une cinquantaine de productions de théâtre, danse, cinéma et tv.
Multi-nommée pour le long-métrage Tourments d'amour de Caroline Jules, elle décroche deux trophées de la Meilleure Actrice au Festival international du film indépendant SMR 13 en France (2017), puis au International Alternative Film Festival de Toronto (2018).
Elle reçoit également le trophée Femme de l'année décerné par le magazine antillais Créola en 2017.
Nommée Chevalière des Arts et des Lettres par le Ministère de la Culture en 2019, elle est décorée le 8 mars 2021 de la Médaille de l’Égalité par Elisabeth Moreno, Ministre chargée de l’Égalité Femmes Hommes et de l’Égalité des chances, pour son engagement sur la question des violences faites aux femmes à travers son œuvre artistique.
En 2021, elle remporte le Prix ETC_Caraïbe du Texte Francophone pour Matrices, sa dernière pièce de théâtre. 

## Biographie
Daniely Francisque s’est formée à Paris, à l’atelier d’art dramatique du Théâtre de l’Air nouveau de Luc Saint-Éloy et au Laboratoire de l'acteur-Hélène Zidi.
Au théâtre, elle joue notamment dans George Dandin ou le Mari confondu de Molière mis en scène par Hassane Kassi Kouyaté, Caligula d'Albert Camus mis en scène par Patrice Le Namouric, Romyo et Julie adapté et mis en scène par Hervé Deluge d'après Shakespeare, Nous étions assis sur le rivage du monde de José Pliya mis en scène par Nelson-Rafaell Madel, Le Collier d'Hélène de la dramaturge canadienne Carole Fréchette mis en scène par Lucette Salibur, Combat de femmes écrit et mis en scène par Luc Saint-Éloy, La Dispute de Marivaux mise en scène par Kristof Langromme.
Parmi ses apparitions à la télévision, Tropiques Criminels aux côtés de Sonia Rolland, réalisée par Stéphane Kappes, Denis Thybault (France 2), Guyane réalisée entre autres par Kim Chapiron et Jérôme Cornuau (Création originale Canal+), Meurtres en Martinique réalisé par Philippe Niang (France 3), Les Îles d'en face de Philippe Giangreco (Réseau Outre-mer), Tropiques amers réalisé par Jean-Claude Barny (France 3). Au cinéma, on la retrouve dans plusieurs courts métrages, tels que La Noiraude de Fabienne Kanor et Véronique Kanor, le film à sketches français Paris, je t'aime d'Olivier Assayas, Noire Ode et Marronnage de Patrice Le Namouric, Vivre de Maharaki, Doubout de Sarah Malléon et Pierre Le Gall, et incarne Myriam dans le long métrage Tourments d'amour de Caroline Jules.
Cofondatrice en 2010 de la Compagnie TRACK avec Patrice Le Namouric, elle explore un propos croisant féminité, intimité, violence et mémoires dans des spectacles à fort impact émotionnel. La pièce Cyclones dont elle est autrice, fait partie des dix pièces Coup de cœur sélectionnées parmi 300 spectacles au Festival Off d'Avignon 2017 par le jury du Club de la presse du Grand Avignon Vaucluse. Elle signe ensuite la mise en scène de sa pièce Ladjablès (2018) puis de Moi, Fardeau inhérent de Guy Régis Jr, spectacle présenté au Théâtre du Train Bleu au Festival Off d'Avignon 2019, actuellement en tournée internationale.
Artiste en résidence de création à Tropiques Atrium Scène Nationale avec la compagnie TRACK (jusqu’en 2020), elle entre en compagnonnage plateau avec l’auteur et metteur en scène Joël Pommerat et la compagnie Louis Brouillard (2019-2020), puis est accueillie en résidence d'écriture à La Chartreuse-CNES et à la Maison des Auteurs-rices aux Francophonies de Limoges. 
En 2022 elle est marraine de la 3ème conférence régionale de la stratégie de prévention et de lutte contre la pauvreté en Martinique tenue à l'occasion de la journée internationale des femmes.

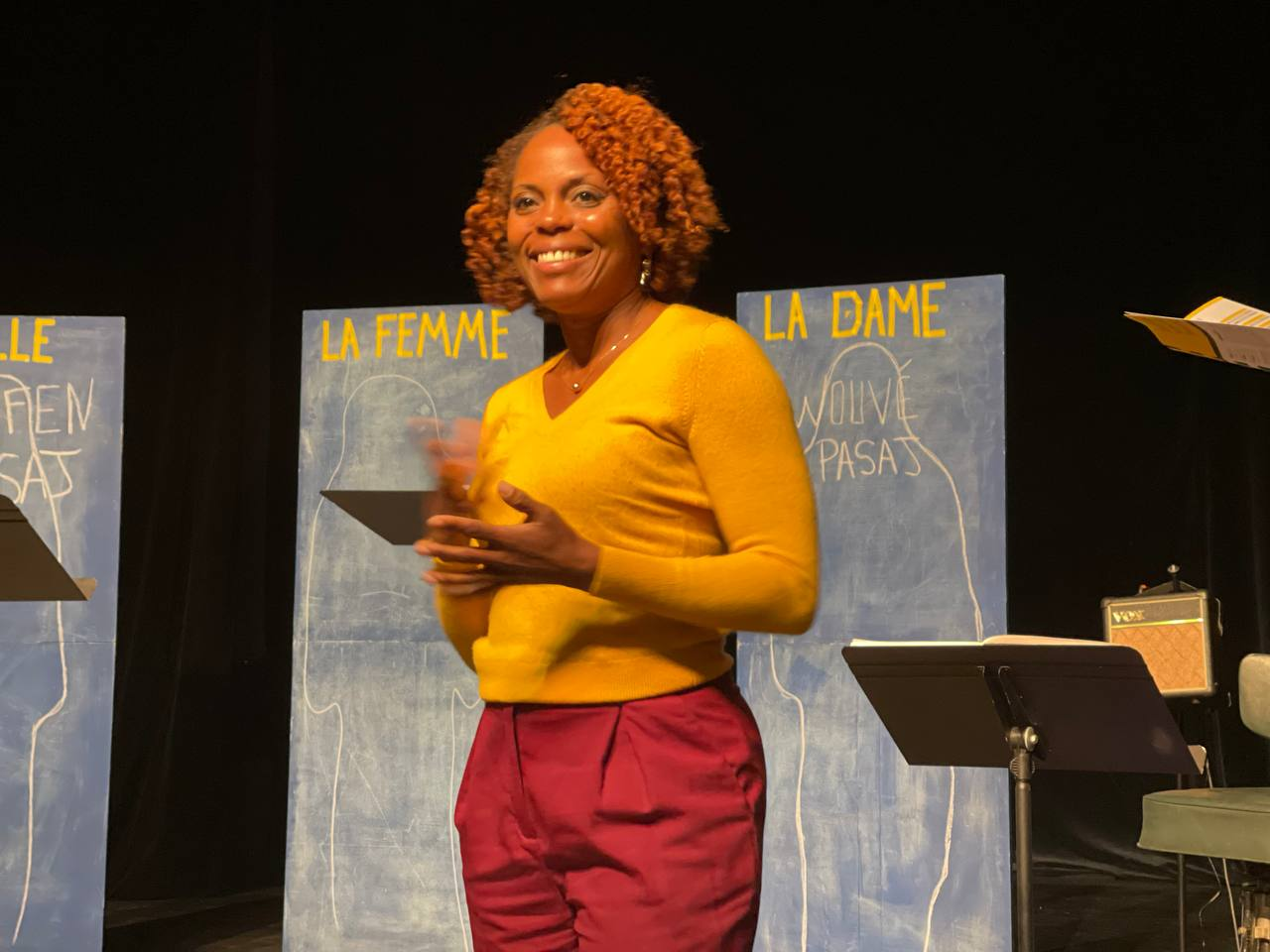
Daniely Francisque sur la scène de l'Espace Noriac à Limoges pour la lecture / création de Matrices

En 2022, sa pièce Matrices est présentée en lecture au festival Zébrures à Limoges, texte qui lui a valu de remporter le Prix ETC Caraïbe 2021.

## Filmographie
Cinéma
- 2020 : Ivany d'Éric Nadau
- 2019 : Mal nonm de Yannis Sainte-Rose
- 2019 : Zépon Long Métrage de Gilles Elie-dit-Cosaque
- 2017 : Doubout de Pierre Le Gall et Sarah Malléon : la mère
- 2016 : Tourments d'amour de Caroline Jules : Myriam
- 2005 : La Noiraude de Fabienne Kanor et Véronique Kanor : Marlène
- 2006 : Paris, je t'aime de Gurinder Chadha : la fille black
- 2011 : Noire Ode de Patrice Le Namouric
- 2013 : Marronnage de Patrice Le Namouric
- 2013 : Vivre de Maharakhi

Télévision
- 2021 - 2025 : Tropiques criminels : tante Léonie (3 épisodes)
- 2017 : Guyane de Kim Chapiron, Philippe Triboit, Jérome Cornuau et Fabien Nury
- 2016 : Meurtres en Martinique de Philippe Niang : Catherine Rosier
- 2013 : Les Îles d'en face de Philippe Giangreco : Chantal
- 2007 : Tropiques amers de Jean-Claude Flamand Barny : Mabelle

## Théâtre
- 2020 : Entends-tu ce que je dis ?/ Kouté mwen titak ! de Gabrielle Chapdelaine, Daniely Francisque, Bernard Lagier, Alexis Martin, mise en scène Daniel Brière, Coproduction Nouveau Théâtre Expérimental de Montréal, Tropiques Atrium Scène Nationale
- 2019 : Caligula d’Albert Camus mise en scène Patrice Le Namouric, cie TRACK en coproduction avec Tropiques Atrium Scène Nationale de Martinique
- 2019 : Moi, fardeau inhérent de Guy Régis Jr mise en scène Daniely Francisque, cie TRACK en coproduction avec Tropiques Atrium Scène Nationale de Martinique
- 2016 : George Dandin ou le Mari confondu de Molière, mise en scène Hassane Kassi Kouyaté, Tropiques Atrium Scène nationale
- 2016 : Romyo et Julie, d’après William Shakespeare, mise en scène Hervé Deluge, Cie Île aimée
- 2016 : Cyclones de Daniely Francisque, mise en scène Patrice Le Namouric, Cie TRACK
- 2015 : Instantanés d'infini, écriture et mis en scène par Annick Justin Joseph, Carib Studio
- 2014 : Nous étions assis sur le rivage du monde de José Pliya, mise en scène Nelson-Rafaell Madel, Théâtre des Deux Saisons
- 2007 : Le Collier d'Hélène de Carole Fréchette, mise en scène Lucette Salibur, Théâtre du Flamboyant
- 2006 : Africa solo d'Ernest Pépin, mise en scène José Exélis, Cie Les Enfants de la mer
- 2005 : Combat de femmes, mise en scène de Luc Saint-Éloy, Théâtre de l'Air nouveau
- 1999 : La Dispute de Marivaux, mise en scène par Kristof Langromme, Cie Les Kadoks
- 1998 : Les Enfants de zombi, d'après Cette île qui est la nôtre de Georges Desportes, comédie satirique, Théâtre noir
- 1998-2002 : Les Enfants de la mémoire, d'après Aimé Césaire, pièce dramatique, Théâtre de l'Air nouveau
- 1996-1997 : Bwa brilé, d'après l'œuvre musicale d'Eugène Mona, pièce dramatique, Théâtre de l'Air nouveau
- 1994-1997 : Nèg pa ka mò (coauteur, comédienne, assistante à la mise en scène, management), troupe Mawon

## Danse
- 2015 : Rituels vagabonds et Rhapsodie nègre, afro-contemporain, chorégraphie Josiane Antourel, Cie Dansélavia
- 2008 : Attentes, afro-butoh, chorégraphie José Chalons, Cie Tête grainée
- 2000 : Konfesyon madjawé, danses rituelles vodou, chorégraphie Érol Josué, Cie Shango
- 1999-2000 : Péristyle des nuits, danses rituelles vodou, chorégraphie Érol Josué, Cie Shango

## Pièces de théâtre
- 2021 : Matrices (inédit).
- 2020 : Entends-tu ce que je dis? / Kouté mwen titak! texte collectif coécrit par Gabrielle Chapdelaine, Daniely Francisque, Bernard Lagier, Alexis Martin.
- 2017 : Ladjablès, femme sauvage (inédit), lauréat du projet ACT, traduit en anglais par Danielle Carlotti-Smith.
- 2016 : Cyclones, publié chez Lansman Éditeur en 2020 (traduite en anglais, tchèque, roumain, espagnol). Pièce lauréate du programme Contxto d'Artcena 2021.

## Récompenses
- 2021 : Prix ETC Caraïbe du Texte Francophone pour Matrices
- 2021 : Médaille de l'Égalité, Ministère chargé de l'égalité femmes-hommes de la diversité et de l'égalité des chances
- 2019 : Chevalière de l'Ordre national des Arts et des Lettres
- 2018 : Meilleure Actrice International Alternative film Festival de Toronto
- 2017 : Meilleure Actrice International Indépendant Film Festival SMR 13
- 2017/2020 : Nommée Meilleure Actrice aux Sotigui Awards (Burkina Faso), Best Film Award (Roumanie), Lady Filmmakers Film Festival (Beverly Hills), Barcelona Planet Film Festival (Espagne), Berlin Filmmaker Festival (Allemagne)
- 2006 : Prix d’interprétation féminine pour La Noiraude, Rencontres Cinématographiques de Martinique